# 穗䳭

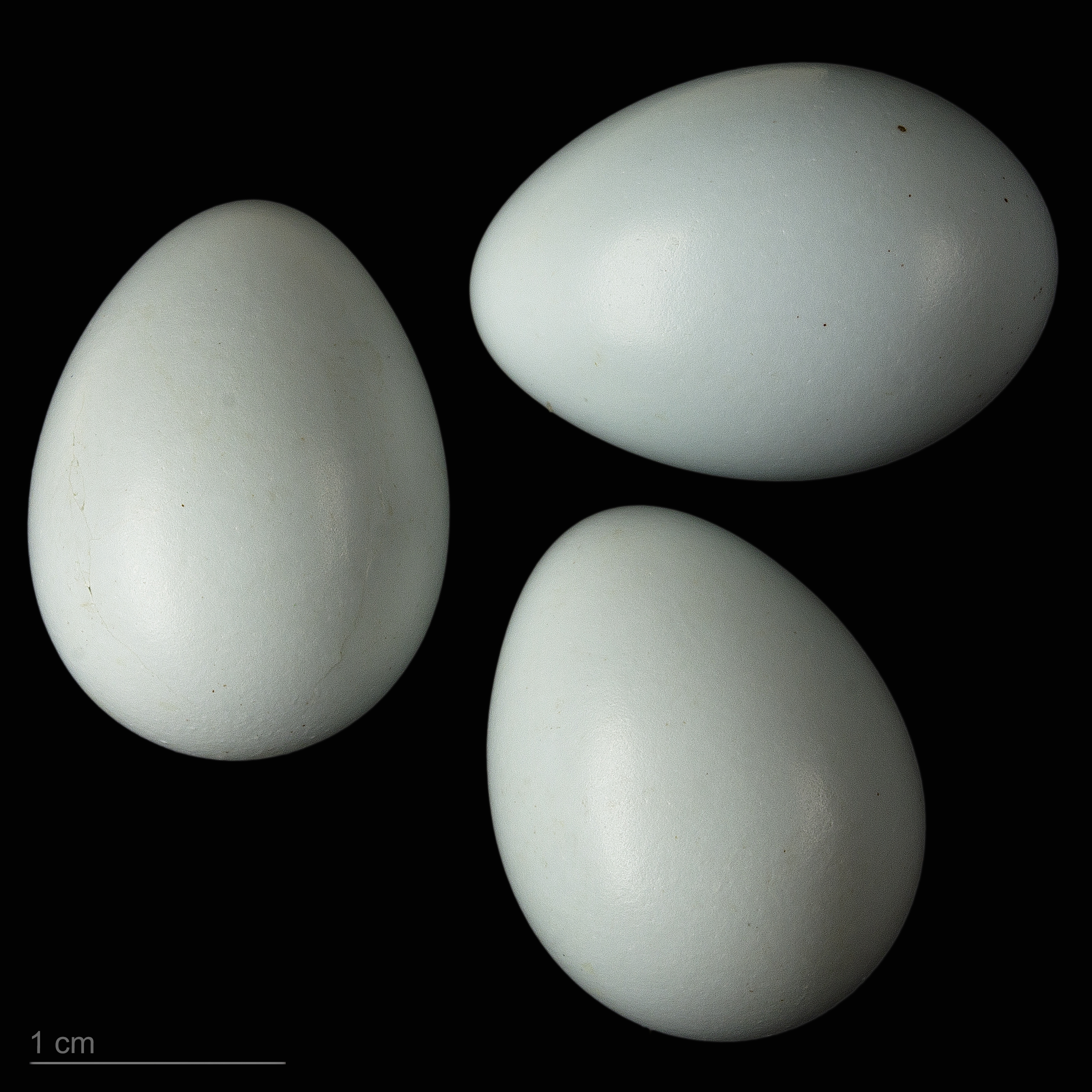
卵 Oenanthe oenanthe oenanthe

穗䳭（学名：Oenanthe oenanthe）为鶲科䳭属的鸟类，俗名石栖鸟、麦穗。分布于欧洲、亚洲、非洲、北美洲，包括中国大陆的内蒙古、新疆、山西等地，一般生活于海拔2400-3000米或更高的山地草原多石地段以及曾偶见于长白山海拔800-1800米间针阔混交林带路旁。该物种的模式产地在瑞典。

## 亚种
- 穗䳭指名亚种（学名：Oenanthe oenanthe oenanthe）。分布于繁殖于欧洲、亚洲、冬迁抵巴基斯坦、印度、菲律宾，包括中国大陆的内蒙古、新疆、山西等地。该物种的模式产地在瑞典。[3]